# Церковь Димитрия Прилуцкого на Девичьем поле
Храм преподо́бного Дими́трия Прилу́цкого на Девичьем поле — православный храм в районе Хамовники города Москвы. Объект культурного наследия народов России регионального значения.

## История

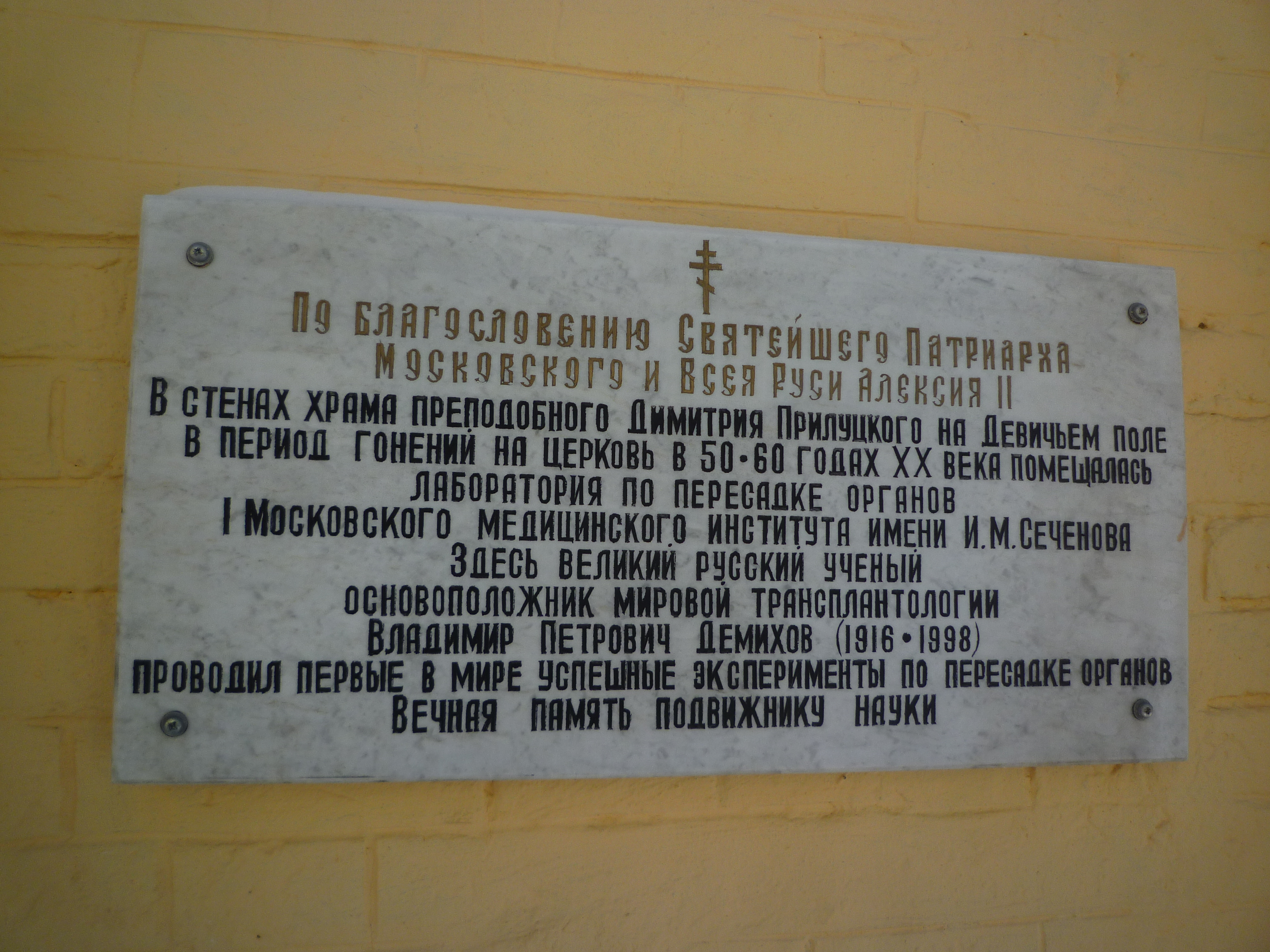
Памятная табличка в честь Владимира Демихова

В 1890 году на Девичьем поле в Москве были открыты медицинские клиники при Императорском Московском Университете, построенные на средства, выделенные императором Александром III, а также на вклады московского купечества. При клиниках была возведена небольшая часовня в византийском стиле, где отпевали умерших в клиниках. В 1903 году, после перестройки по проекту архитектора Бориса Кожевникова, часовня была освящена как храм во имя вологодского чудотворца Димитрия Прилуцкого (единственный в Москве храм в его честь). Освящение и литургию 7 октября 1903 года совершил преосвященный Парфений, епископ Можайский. Храм был сооружен на средства московского купца Димитрия Петровича Сторожева.
Богослужения прекратились в 1930-х годах. Храм был закрыт советскими властями и использовался в качестве помещения для проведения хирургических операций. В 1950-е годы в стенах храма располагалась лаборатория по пересадке органов, где Владимир Демихов — пионер и основоположник трансплантации жизненно важных органов, проводил свои исследования.
В 1990 году храм был возвращен Русской Православной Церкви. 11 февраля 1991 года состоялось первое после открытия богослужение. К храму приписана часовня равноапостольного князя Владимира в Лужниках.
Находится на территории МГМУ им. Сеченова но имеет открытый проход для доступа посетителей.

## Духовенство
- Протоиерей Андрей Александрович Шумилов — настоятель.
- Протоиерей Александр Юрьевич Зиминов.
- Иерей Алексей Владимирович Гаркуша.
- Иерей Константин Николаевич Кабанов.
- Протодиакон Леонид Юрьевич Каюров.
- Диакон Зуев Иван Андреевич.

## Святыни
- Икона священномученика Харалампия, епископа Магнезийского, с частицей мощей святого (в алтаре главного придела храма)
- Икона св. благоверного князя Александра Невского с частицей мощей святого (слева от иконостаса в приделе св. благоверного князя Александра Невского)
- Икона апостола Андрея Первозванного с частицей мощей святого (на западной стене храма в приделе св. благоверного князя Александра Невского)
- Икона преподобного Давида Серпуховского с частицей мощей святого (на западной стене храма в приделе св. благоверного князя Александра Невского)
- Икона преподобного Саввы Сторожевского с частицей мощей святого (на западной стене храма в приделе св. благоверного князя Александра Невского)
- Икона великомученика Пантелеимона с частицей мощей святого (справа от иконостаса в приделе великомученицы Екатерины)
- Икона преподобного Серафима Саровского с частицей мощей святого (на западной стене храма в приделе великомученицы Екатерины)
- Икона святителя Луки Крымского с частицей мощей святого (в центре храма, левая колонна)
- 2 мощевика (перед иконостасом придела великомученицы Екатерины)[2]